# Остров Александра (Красноярский край)
О́стров Алекса́ндра — остров архипелага Норденшёльда. Административно относится к Таймырскому району Красноярского края России.

## Исторические сведения
Остров был открыт в 1833 году П. К. Пахтусовым и назван в честь мичмана А. П. Литке, члена экипажа брига «Новая Земля», участника экспедиции Ф. П. Литке 1822—1825 гг.

## Расположение
Расположен в Карском море в центральной части архипелага. Входит в состав островов Пахтусова, являясь самым северным островом группы. В 7,5 километрах к северу от острова Александра, за проливом Ленина, лежат острова Сикора и Софии, а в 2 километрах к югу — остров Пахтусова. Чуть западнее него лежит небольшой безымянный остров, ещё два безымянных островка находятся в 1,7 километрах к западо-юго-западу. Расстояние до континентальной России составляет около 65 километров.

## Описание
Имеет неровную овальную слегка вытянутую с юго-запада на северо-восток форму длиной около километра и шириной немногим более 0,5 километра. В центральной части острова находится скала высотой до 13 метров. Склоны скалы покрыты каменистыми россыпями. Озёр и ручьёв нет. Редкая растительность на востоке острова представлена мохово-лишайниковыми сообществами и короткой жёсткой травой.